# Sanjay & Craig
Sanjay & Craig ist eine US-amerikanische Zeichentrickserie, die auf Nickelodeon ausgestrahlt wird.

## Handlung
Die Serie handelt von einem 12-jährigen Jungen, namens Sanjay Patel, der eine Schlange, namens Craig, aus dem Tierladen holt. Sie haben Spaß miteinander und möchten zu den Coolen gehören. Allerdings machen sie kindische Sachen.

## Charaktere
Sanjay Patel ist ein 12-jähriger Junge. Für ihn ist jedes Missgeschick eine Herausforderung und er schreckt vor nichts zurück, auch wenn ihm manchmal die nötigen Fähigkeiten dazu fehlen. Er idolisiert Tufflips und mag Chicken Wings. Er ist in Belle verliebt
Craig Slithers ist Sanjays bester Freund und eine sprechende Schlange. Die beiden fanden sich in einem Tierladen als Sanjay ein Haustier suchte. Seitdem sind sie ein Herz und eine Seele. Craig ist Meister im Verkleiden und kann leicht auch mal als Mensch durchgehen. Zudem hat er auch einen Bruder namens Ronnie.
Vijay Patel ist Sanjays Vater. Er ist ein Inder und hatte einen Partybot gebaut.
Darlene Patel ist Sanjays Mutter und arbeitet im Krankenhaus als Krankenschwester. Sie erzählt Sanjay oft verrückte Geschichten über ihre Arbeit.
Hector Flanagan ist Sanjays und Craigs Freund. Er ist lebenslustig und sehr loyal, aber er kann auch manchmal ein bisschen dumm sein. Er ist von allem begeistert, was ab und zu wirklich nerven kann. Er kotzt nie und trägt eine Augenklappe.
Belle Pepper ist die Tochter von Penny Pepper und arbeitet in dessen Restaurant, dem Frycade. Sanjay ist in sie verliebt.
Penny Pepper ist der Inhaber der Frycade (Restaurant und Arcade-Spielhalle) und Belles Vater. Er trägt an beiden Armen Haken statt Hände.
Megan Sparkles ist die beste Freundin von Sanjay, Craig und Hector. Sie ist intelligent und hat viele Talente. Sie gewinnt einen Wettbewerb nach dem anderen, und damit das alle sehen, trägt sie ständig eine andere Schleife. Sie hat ein Haustier namens Popel Johnny.
Remington Tufflips ist ein abgehalfterter Schauspieler, der in den 1980ern in zahlreichen erfolgreichen Filmen die Hauptrolle spielte. Er läuft grundsätzlich oben ohne durch die Gegend und wohnt in einem versifften Wohnwagen in einem Trailer Park. Sanjay & Craig sind große Fans von ihm.
Leslie Noodman ist ein psychotischer Nachbar der Patels. Sein voller Name lautet Leslie Abraham Noodman. Er hasst Schlangen über alles, weil ihm sein Vater oft Streiche mit Schlangen spielte. Seitdem versucht er Schlangen zu töten, wenn er sie sieht. Außerdem sammelt er viele Blaubeeren.
Die Dicksons sind eine Familie der Unterschicht. Sie machen Punkmusik in ihrer Band Tuff Skulls.
Brenda Dickson ist die Mutter von Sandy, Scabs und Baby Richards. Sie kommuniziert nur mit Grunz und Schnaublaute, doch wie sich in der Folge Wenn der Sandmann kommt herausstellt, kann sie auf einmal richtig sprechen, wenn ihre Kinder nicht da sind.
Farmer Larry ist ein verrückter Farmer, der einen Blaubeerenfarm besitzt. Er kümmert sich um die Hunde und Barfy.
Barfy ist ein lilafarbener Hund, der andauernd kotzt. Sanjay hatte ihn früher als Haustier, jedoch kümmert sich nun Farmer Larry um ihn. Er hatte drei kleine Welpen zur Welt gebracht.
Debbie Jo Sparkles ist die Mutter von Megan Sparkles. Sie unterstützt ihre Tochter so oft sie kann.

## Sprecher
Die deutsche Synchronisation wird von der Synchronfirma SDI Media Germany in Berlin erstellt. Für Dialogbuch und -regie ist Masen Abou-Dakn verantwortlich.
| Figur                | Originalsprecher    | Deutscher Sprecher                                      |
| -------------------- | ------------------- | ------------------------------------------------------- |
| Sanjay Patel         | Maulik Pancholy     | Hannes Maurer (Staffel 1) Dirk Petrick (ab Staffel 2)   |
| Craig Slithers       | Chris Hardwick      | Karlo Hackenberger                                      |
| Vijay Patel          | Kunal Nayyar        | Imtiaz Haque                                            |
| Darlene Patel        | Grey DeLisle        | Ulrike Stürzbecher                                      |
| Hector Flanagan      | Matt Jones          | Tim Sander                                              |
| Belle Pepper         | Nika Futterman      | Julia Kaufmann                                          |
| Penny Pepper         | John DiMaggio       | Klaus Lochthove                                         |
| Megan Sparkles       | Linda Cardellini    | Marie Christin Morgenstern Sarah Tkotsch (ab Staffel 3) |
| Mr. Leslie Noodman   | Tony Hale           | Gerald Schaale                                          |
| Sandy Dickson        | Grey DeLisle        | Nicole Hannak                                           |
| Scabs Dickson        | Grey DeLisle        | Jesco Wirthgen Patrick Keller                           |
| Baby Richard Dickson | Maulik Pancholy     | Steven Merting                                          |
| Remington Tufflips   | Chris D’Elia        | Marco Kröger                                            |
| Tyson                | David Hornsby       | Jeffrey Wipprecht                                       |
| Farmer Larry         | Toby Huss           | Elmar Gutmann                                           |
| Raska Boosh          | Adam DeVine         | Jesco Wirthgen                                          |
| PMA Guy              | Carl Faruolo        | Andi Krösing                                            |
| Chicken Chuck        | Nolan North         | Steven Merting                                          |
| Mr. Munchie          | Sam Lavagnino       | Till Flechtner                                          |
| Chill Bill           | Michael-Leon Wooley | Oliver Stritzel                                         |
| Party-Bot            | Maulik Pancholy     | Amadeus Strobl                                          |
| Benji Warlin         | Paul Reubens        | Santiago Ziesmer                                        |

## Episodenliste

### Staffel 1
| Nr. (ges.) | Nr. (St.) | Deutscher Titel     | Originaltitel  | Erstausstrahlung USA | Deutschsprachige Erstausstrahlung (D) | Regie      |
| ---------- | --------- | ------------------- | -------------- | -------------------- | ------------------------------------- | ---------- |
| 1a         | 1a        | Die Po-Spezialisten | Brett Venom MD | 25. Mai 2013         | 15. Sep. 2013                         | Ryan Crego |